# Майртупское сельское поселение
Майртупское се́льское поселе́ние — муниципальное образование в Курчалоевском районе Чечни Российской Федерации.
Административный центр — село Майртуп.

## История
Статус и границы сельского поселения установлены Законом Чеченской Республики от 20 февраля 2009 года № 13-РЗ «Об образовании муниципального образования Курчалоевский район и муниципальных образований, входящих в его состав, установлении их границ и наделении их соответствующим статусом муниципального района и сельского поселения».

## Население
| 2010    | 2012    | 2013    | 2014    | 2015    | 2016    | 2017    |
| ------- | ------- | ------- | ------- | ------- | ------- | ------- |
| 11 838  | ↗12 093 | ↗12 331 | ↗12 558 | ↗12 815 | ↗12 962 | ↗13 139 |
| 2018    | 2019    | 2020    | 2021    | 2023    | 2024    |         |
| ↗13 395 | ↗13 589 | ↗13 824 | ↘11 886 | ↗12 223 | ↗12 500 |         |

## Состав сельского поселения
| № | Населённый пункт | Тип населённого пункта | Население |
| - | ---------------- | ---------------------- | --------- |
| 1 | Майртуп          | село                   | ↗12 500   |